# Bảo tàng Arcade Krakow
Bảo tàng Arcade ở Krakow, Ba Lan là một bảo tàng đặc biệt bởi ở đó lưu trữ, trưng bày hơn 100 trò chơi điện tử cổ điển từ những năm 1980 và 1990 được xếp thành hàng ngăn nắp, bao gồm máy pinball, trò chơi bắn súng, trò chơi lái xe và nhiều tác phẩm kinh điển phổ biến như Street Fighter, Người ngoài hành tinh và Kẻ săn mồi, Pac Man, Galaga, Kẻ xâm lược không gian, Tekken, Mortal Kombat, NBA Jam và The Simpsons.